# Symbrenthia niphandina
Symbrenthia niphandina är en fjärilsart som beskrevs av Hans Fruhstorfer 1912. Symbrenthia niphandina ingår i släktet Symbrenthia och familjen praktfjärilar. Inga underarter finns listade i Catalogue of Life.